# Tarenna coriacea
Tarenna coriacea är en måreväxtart som först beskrevs av Pieter Willem Korthals, och fick sitt nu gällande namn av Elmer Drew Merrill. Tarenna coriacea ingår i släktet Tarenna och familjen måreväxter. Inga underarter finns listade i Catalogue of Life.